# ياقول (ديباج)
ياقول (بالفارسية: یاقول) هي قرية تقع في إيران في خراسان رضوي. يقدر عدد سكانها بـ 104 نسمة بحسب إحصاء 2016.